# Zion
 For alternative betydninger, se Zion (flertydig). (Se også artikler, som begynder med Zion)
 "Sion" omdirigeres hertil. For anden betydning, se Sion (flertydig).
Zion (Hebraisk: צִיּוֹן, transskription: Zion, Sion, Tzion, Tsion eller Tsiyyon) er et stednavn i den hebraiske bibel (og Det Gamle Testamente), som ofte bliver brugt som et synonym for Jerusalem og Israels land som helhed.
Navnet Zion findes i Anden Samuelsbog (5:7) – som er en af bøgerne i den hebraiske bibel – der er dateret til før eller tæt på midten af det 6. århundrede f.v.t. I henhold til fortællingen i Anden Samuelsbog, erobrede kong David en jebusitisk klippeborg ved navn Zion og omdøbte den efterfølgende til Davidsbyen. Den specifikke bakke (eller "klippe" eller "bjerg"), der henvises til i fortællingen i biblen, er i nogen grad uklar: dét er én af de mange bakker, der udgør Jerusalem.
Jødernes længsel efter Zion er i den kristne tradition blevet til en længsel efter et sikkert/guddommeligt sted, og er derfor i visse kristne lyriske tekster et sindbillede på "at stå på Guds side". I Jesu Kristi Kirke af Sidste Dages Hellige (Tidligere kaldt Mormonkirken) har Zion en særlig betydning, idet de anvender ordet i bred forstand, som et sted (geografisk) hvor Guds folk indsamles. De refererer eksempelvis til et Zion i Amerika men også andre steder.